# Luluk Purwanto
Luluk Purwanto (* 25. Juni 1959 in Surakarta) ist eine indonesische Jazzmusikerin (Violine, Gesang).
Purwanto, deren Eltern beide Musiker sind, studierte nach privatem Musikunterricht zwischen 1974 und 1977 klassische Violine in Sydney, war in dieser Zeit mit dem „Australian Youth Orchestra“ auf Amerikatournee und beendete dann ihre Studien in Medan und Yogyakarta. 1980 trat sie mit der Band von Abadi Soesman auf dem „Bandung Jazz Masa Bodo Festival“ auf. Sie arbeitete dann mit Ireng Maulana und trat mit ihr in einer All-Star-Formation 1983 auf dem Jazz-Festival in Singapur auf; mit der Fusionband „Bhaskara 85“ nahm sie 1985 am North Sea Jazz Festival teil. 1986 gründete sie ein eigenes Quartett, mit dem sie am Jazz-Yatra-Festival in Mumbai und Delhi auftrat. 1987 arbeitete sie mit Jarmo Hoogendijk, Ernst Reijseger, René van Helsdingen und anderen am Plattenprojekt „Asai Harum“ (nicht veröffentlicht). Purwanto war auch mit Wolfgang Schmid und mit Chris Beckers auf Tournee. Seit Ende der 1980er war sie mehrfach mit dem Trio ihres Lebenspartners René van Helsdingen auf Gastspielreise durch die Niederlande und Mitteleuropa, aber auch in Australien, Griechenland und Kanada. Außerdem tritt sie regelmäßig auf Java auf.